# ZALA Lancet
Lo ZALA Lancet (in russo Ланцет?) è una munizione circuitante di fabbricazione russa, sviluppata negli anni 2010 dalla ZALA Aero Group, azienda del gruppo Kalašnikov, ed al 2022 in servizio presso le Forze armate russe.
Progettata per neutralizzare diverse tipologie di bersagli statici o in movimento, anche dotati di corazzatura, è costituita da un drone pilotato a distanza propulso da un motore elettrico e dotato di videocamera frontale. Capace di un'autonomia di volo tra i 30 e i 60 minuti, a seconda delle versioni, ha un raggio di combattimento che varia tra i 30 e i 90 km.
Testato in combattimento nel corso della Guerra civile siriana, ha ricevuto il battesimo del fuoco nel corso dell'invasione russa dell'Ucraina del 2022. Data l'efficacia dimostrata dal sistema, documentata da numerosi video pubblicati in rete, ne sono state sospese le esportazioni al fine di favorire il soddisfacimento degli ordini da parte del Ministero della difesa russo.
Prodotto in più versioni, la più recente è identificata col nome progettuale di Izdeliye-53.

## Sviluppo
Sviluppato in particolare dalla ZALA Aero Group, questo drone è stato presentato per la prima volta nel giugno 2019, durante la fiera militare ARMY-2019 tenutasi a Mosca, e rappresenta un ulteriore sviluppo dello ZALA Kub-BLA, noto anche come ZALA KYB-UAV e sviluppato in base alle esperienze fatte dall'esercito russo nel teatro di guerra siriano tra il 2015 e il 2018.

## Caratteristiche
Analizzando gli esemplari mostrati alla sopraccitata fiera o abbattuti durante l'invasione russa dell'Ucraina iniziata il 24 febbraio 2022, è stato possibile osservare come esso sia caratterizzato dalle particolari 8 ali, disposte in due croci da 4 ali poste una vicino alla prua, dove si trovano gli apparati ottici del drone, e una poppa, dov'è presente anche il motore elettrico che alimenta l'elica a due pale che spinge il velivolo. Lo ZALA Lancet arriva a una lunghezza di 1,65 metri e a un peso di 5 kg, nella versione Lancet 1, che pul trasportare 1 kg di esplosivo, o di 12 kg, nella versione Lancet 3 che può invece arrivare a trasportare fino a 3 kg di esplosivo.
Una volta lanciato da un sistema a catapulta, il piccolo drone può volare in autonomia o essere controllato fino a 40 km di distanza, tuttavia le sue piccole dimensioni limitano la durata del suo utilizzo a soli 30 o 40 minuti, a seconda della versione. Ciò lo rende inadatto a ruoli di ricognizione, per cui è comunque utilizzato, ma il sistema si rivela comunque utile per colpire, con una spesa minima, bersagli a lungo raggio e aiutare a soccorrere le unità bloccate dal fuoco nemico.
 Un particolare utilizzo per cui è stato progettato il Lancet, stando a quanto affermato da Alexander Zakharov, capo progettista di ZALA Aero Group, sarebbe quello di distruggere gli altri UAV da combattimento, che il Lancet potrebbe colpire gettandosi su di loro a una velocità massima di 300 km/h (rispetto a una normale velocità di crociera di circa 80 km/h).
Il Lancet è dotato di una fotocamera, di un sistema di geolocalizzazione satellitare e di un sistema di intelligenza artificiale utili a identificare, tracciare e colpire bersagli in autonomia, ciò in aggiunta alla possibilità di essere pilotato da terra o programmato per seguire una determinata rotta.
La testata può essere programmata per esplodere a una certa altezza, che può essere decisa dall'operatore sia prima del lancio del drone, sia in fase in volo. Qualora il drone non riesca, per qualunque motivo, a raggiungere il bersaglio programmato o ad acquisirne altri entro il suo tempo di autonomia, esso può anche essere fatto adagiare al suolo per essere utilizzato come mina, pronto a esplodere all'avvicinarsi del nemico.
Per quanto riguarda la propulsione, il drone è azionato da un motore elettrico, così che il volo silenzioso, unitamente alle sue dimensioni ridotte, rendono estremamente difficile rilevarlo o tentare di intercettarlo.
Il Lancet è disponibile nelle versioni pesante (Lancet 3) e leggera (Lancet 1). Tuttavia, le caratteristiche prestazionali delle versioni cambiano in modo significativo a seconda delle loro sub-modifiche, poiché il fabbricante aumenta costantemente la portata del drone e altre sue caratteristiche. Per gli attacchi contro la fanteria, vengono utilizzate testate a frammentazione, ad alto potenziale esplosivo o o termobariche, mentre contro i veicoli corazzati vengono utilizzate testate HEAT.

## Impiego operativo
Il Lancet è stato testato in combattimento in Siria durante l'intervento militare russo nella guerra civile siriana a partire almeno da novembre 2020.
L'8 giugno 2022, la società di difesa russa Rostec ha annunciato che i droni Lancet e KUB erano stati utilizzati nel corso dell'invasione russa dell'Ucraina iniziata il 24 febbraio 2022. Un mese dopo, sono emersi i primi filmati dell'uso dei Lancet in combattimento in Ucraina, mentre l'utilizzo dei KUB era già stato documentato sin dal marzo precedente.
L'impiego di versioni più avanzate del drone, seppur in numero limitato, è stato documentato dalla distruzione di obiettivi posti ben oltre il raggio di azione già noto in precedenza.

## Versioni
- Lancet-1(Izdeliye-51 / X-51): versione leggera, pilotata da remoto e lanciabile da catapulta, dotata di testata del peso di 1kg e con autonomia non superiore a 40 km o 30 minuti di volo[1]
- Lancet-3 (Izdeliye-52 / X-52): versione pesante, pilotata da remoto e lanciabile da catapulta, dotata di testata del peso di 3kg e con autonomia non superiore a 70 km o 40 minuti di volo
- Izdeliye-53 (Z-53): upgrade del Lancet-3, capace di volo autonomo senza operatore, è dotato di ali ripiegabili ed è in grado di essere trasportato all'interno di lanciatori cilindrici a 4 tubi; autonomia di volo non inferiore a 90 km.[10]

## Utilizzatori
Russia
- Forze armate della Federazione Russa